# هارفارد بزنس ريفيو
مجلة هارفارد بزنس ريفيو (بالإنجليزية: Harvard Business Review)‏ هي مجلة للإدارة صدرت للمرة الأولى في عام 1922، عن دار النشر التابعة لكلية هارفارد للأعمال هارفارد بزنس ببليشينغ. تصدر المجلة شهرياً، وموادها مبنية على البحث العلمي في مجال الإدارة والأعمال، وجمهور قرائها هو من ممارسي الإدارة والأعمال أو الباحثين في هذا المجال. وتحظى المجلة بمكانة مميزة الأكاديميين، والمديرين التنفيذيين والاستشاريين في مجال الإدارة، ويرتبط إسمها بواحدة من أفضل الجامعات في العالم.
يشارك في تحرير هارفارد بزنس ريفيو العديد من الباحثين والمفكرين في علم الإدارة منهم كلايتون كريستنسن، بيتر دراكر، مايكل بورتر، غاري هاميل، روبرت كابلان، وآخرين. وتعدّ مقالات المجلة ملهمةً لعدد من المصطلحات الشائعة اليوم في علم الإدارة، ومنها وثيقة التقييم المتوازنة، الكفاءة الأساسية، الهندرة، العولمة، والسقف الزجاجي.
لمجلة هارفارد بزنس ريفيو طبعات محليّة مرخصّة بلغات مختلفة منها الصينية، والألمانية، والتركية، والإيطالية، والروسية، وغيرها. وفي عام 2015 صدرت النسخة العربيّة عن شركة هيكل ميديا، وتضمّ مواداً من المجلّة الأم بالإضافة إلى مواد محررة محلياً.
تصدر النسخة العالمية من المجلة باللغة الإنجليزية، وهناك 11 طبعة دوليّة مرخصة بلغات مختلفة منها الصينية، والألمانية، والتركية، والإيطالية، والروسية، وغيرها.

## النسخة العربية
في عام 2013، قام موقع الاقتصادي الإمارات بإطلاق قسم الإدارة الذي ينشر مقالات يومياً من هارفارد بزنس ريفيو وفق اتفاقية إعادة نشر تسمح للموقع بتقديم مقالات الإدارة باللغة العربية.
في عام 2015 قامت شركة هيكل ميديا بإطلاق النسخة العربيّة من المجلة، بالإضافة إلى نسخة رقمية متوفرة للشراء على الإنترنت.

## وصلات خارجية
- الموقع الرسمي
- موقع مجلة هارفارد بزنس ريفيو العربية